# Macromia fulgidifrons
Macromia fulgidifrons – gatunek ważki z rodziny Macromiidae.